# Museo Jacinto Jijón y Caamaño
El Museo Jacinto Jijón y Caamaño es un museo arqueológico, etnográfico y de arte colonial que funcionan en el Centro Cultural de la PUCE (Pontificia Universidad Católica del Ecuador), junto al Museo Arqueológico Weilbauer.  El tema principal del museo es el historiador, arqueólogo y coleccionista ecuatoriano Jacinto Jijón y Caamaño.

## Historia del museo
Jacinto Jijón y Caamaño inició la colección que hoy pertenece al museo de manera privada en su vivienda en el Palacio de La Circasiana con reliquias obtenidas de la herencia de su esposa María Luisa Flores y Caamaño y piezas arqueológicos obtenidos de sus excavaciones y las de Max Uhle.
Tras el fallecimiento de Jijón y Caamaño, su esposa donó la colección a la PUCE en 1963, donde fue trasladada en 1969. La universidad finalmente inauguró el museo en 1975 en el edificio de la biblioteca.   
En 1997 se celebró el XLIX Congreso Internacional de Americanistas en Quito, Ecuador, para lo cual la universidad decidió crear el Centro Cultural de la PUCE, del cual el museo pasaría a formar parte. Por eso se hizo una reestructuración del museo además de que se incluyó la colección de José Gabriel Navarro donada por su viuda. 
Finalmente, el 29 de mayo de 2014, el museo fue trasladado nuevamente al edificio del Centro Cultural de la PUCE donde está hoy en día.  

## Piezas destacadas
Entre las piezas más destacadas se encuentra El Calvario, una pintura al óleo de Vicente Albán, algunas Tzantzas (cabezas reducidas) y varias sillas de la cultura manteña. 

## Galería
|                        |
| Botella con un dragón. |

|                   |
| Flautas de hueso. |

|                 |
| Estela Manteña. |

|                      |
| Figuritas de concha. |